# Sainte-Scolasse-sur-Sarthe
Sainte-Scolasse-sur-Sarthe é uma comuna francesa na região administrativa da Normandia, no departamento Orne. Estende-se por uma área de 13,79 km². Em 2010 a comuna tinha 627 habitantes (densidade: 45,5 hab./km²).